# 恋人よ (五輪真弓の曲)

「恋人よ」（こいびとよ）は、1980年8月21日にCBSソニーから発売された五輪真弓の通算18枚目のシングル。
2025年1月24日には、ソニーミュージック公式YouTubeチャンネルにて、公式リリックビデオが公開された。

## 背景
表題曲は、五輪が木田高介（五輪がデビューした当時のプロデューサーで、1980年5月18日に交通事故死した）の葬儀に参列した際に、木田の妻が慟哭する姿を見て書き上げた。二度と再会が叶うことのない”別れ”を綴った歌詞は、葬儀からの帰り道で思いついたのだという。
当初は「枯葉」というタイトルだったが、途中で変更された。
当初、B面に収録されている「ジョーカー」がA面の予定だったが、レコーディングの際に「恋人よ」の方が受けが良かったため、変更となった。
1980年代の韓国においてもよく歌われた日本の歌である。同曲は韓国以外にも、その後中国、香港、マレーシア、シンガポール、インドネシアなどアジアの国と地域に広がった。ベトナムでは日本のポップスがほとんど知られていない中で日本の現代音楽の代名詞といえるほど異例のヒットをした。

## 制作
CBSソニーのディレクター中曽根皓二から「B面のアレンジはお任せする」と言われたアレンジャーの船山基紀が、スケールの大きいバラードだったので、48秒もあるイントロをつけていたが、A面に変わってからこの長いイントロをどうするか思案して、テレビ用に多少短くしたり、イントロのバイオリンのメロディをサックスに変えたりしている。
五輪は自ら作詞作曲にした「恋人よ」をアレンジャーに編曲してもらった後、スタジオで初めてその音を聴き、当時について後に以下のように回想している。「まるで映画音楽のようなストリングスの壮大かつ表現力豊かな音色が聴こえてきて、それまで聴いたことがない、魂が震えるような感覚を覚えました」。
レコーディングの時の仮歌の出来が良かったので、そのバージョンのものがそのままリリースされた。

## 記録
本作は、五輪のシングルでは唯一オリコンチャート週間1位を獲得し、100位内には35週間ランクインした。累計売上はミリオンセラーを記録した。
TBSテレビ『ザ・ベストテン』には、1978年6月に「さよならだけは言わないで」で「今週のスポットライト」コーナーとして出演以来、2年ぶりとなった。1980年11月6日に第10位で登場。同年12月18日でついに首位獲得、12月25日、翌1981年1月8日と3週連続で第1位。同年2月5日の第9位まで合計13週間ランクされるロングセラーとなった。
第22回日本レコード大賞で金賞ではあったものの、大賞は受賞していない。
この曲のヒットにより、1980年の『第31回NHK紅白歌合戦』に初出場を果たしている。

## 収録曲
| 全作詞・作曲: 五輪真弓、全編曲: 船山基紀。 |                |          |            |      |
| #                                          | タイトル       | 作詞     | 作曲・編曲 | 時間 |
| 1.                                         | 「恋人よ」     | 五輪真弓 | 五輪真弓   | 4:06 |
| 2.                                         | 「ジョーカー」 | 五輪真弓 | 五輪真弓   | 3:25 |
| 合計時間:                                  | 合計時間:      | 7:31     |            |      |

## カヴァー

### 日本国内
- 淡谷のり子 - アルバム『LAST SONG』（1984年）に収録
- 美空ひばり - アルバム『水仙の詩／美空ひばり 〜美空ひばり ポップスを唄う〜』（1984年）、『エンカのチカラ -GREAT 80's-』（2009年）に収録
- 中澤裕子 - アルバム『FOLK SONGS 2』（2002年5月）に収録
- 工藤静香 - アルバム『昭和の階段 Vol.1』（2002年10月）に収録
- 徳永英明 - カバーアルバム『VOCALIST 2』（2006年8月）に収録
- 布施明 - アルバム『Ballade II』（2009年4月）に収録
- 五木ひろし - カバーアルバム『流行歌 』（2009年6月24日）に収録
- 樹里からん - アルバム『TORCH』（2011年2月）に収録
- 川上大輔 - シングル「アモーレ・アモーレ（期間限定スペシャル盤）」（2013年10月9日）カップリングに収録
- 吉幾三 - カバーアルバム『あの頃の青春を詩うvol.2』（2014年4月2日）に収録
- 姿月あさと - 宝塚歌劇団OGのカバーアルバム「麗人 REIJIN -Showa Era-」（2015年7月1日、ビクターエンターテインメント）収録[17]
- 川野夏美 - カバーアルバム『フォーク・ソングス ～唄い継ぐ、未来へ～ 』（2015年7月8日）に収録
- 米倉利紀 - カバーアルバム『うたびと』（2015年8月26日）に収録[18]
- 森恵 - カバーアルバム『COVERS Grace of The Guitar+』（2016年3月16日）に収録。
- JUJU - カバーアルバム『スナックJUJU 〜夜のRequest〜』（2016年10月28日）に収録[19]
- 島津亜矢 - アルバム『SINGER 4』（2017年9月20日）に収録
- 氷川きよし - アルバム『新・演歌名曲コレクション8 -冬のペガサス-勝負の花道〜オーケストラ』（2018年10月2日）に収録
- 絢香 - アルバム『遊音倶楽部 〜2nd grade〜』（2020年5月13日）に収録
- 坂本冬美 - アルバム『Love Emotion』（2021年10月）に収録
- Ms.OOJA - アルバム『流しのOOJA 2 ～VINTAGE SONG COVERS～』（2022年9月21日）に収録

### 日本国外
- ベトナムの女性歌手ミー・タム（Mỹ Tâm）が、2005年にリリースしたアルバム『The Color of My Life』に収録し、ステージでも披露するなど、日本の歌としては同国で最も有名な曲の一つである。北海道テレビ『水曜どうでしょう』の「原付ベトナム横断1800キロ」の企画において、現地ガイドや宮廷音楽家たちが知っている日本の歌として「恋人よ（Người yêu dấu ơi）」を挙げている。
- 香港の歌手アラン・タム（譚詠麟）によって「忘不了你」というタイトルでカバーされている。
- 韓国の歌手、鄰愛（린애; Linae）によって「離別後愛（이별후애）」というタイトルでカバーされている。シム・ヒョンボ（심현보; Sim Hyeonbo）による韓国語歌詞。2002年リリースの鄰愛のアルバム『린애 1집 (The First)』2曲目収録。また、2025年2月にチョ・ジョンミンがカバーしている。
- 2007年4月には、ロシアの女性デュオARAHISによってカヴァーされた（アルバム『メチター』に収録）。